# Guido Verbeck
Guido Herman Fridolin Verbeck (o Verbeek) (28 de enero de 1830 – 10 de mayo de 1898) fue un asesor político, educador y misionero holandés muy activo durante el shogunato Tokugawa y el período Meiji en Japón. Fue uno de los o-yatoi gaikokujin (asesores extranjeros) más importantes con que contó el gobierno Meiji y contribuyó a muchas importantes decisiones de gobierno durante los primeros años del reinado del Emperador Meiji. 

## Primeros años
Verbeck nació en Zeist, Holanda fue el sexto hijo de una familia de religión protestante morava. En su juventud estudió ingeniería en el Instituto Politécnico de Utrecht. Durante su infancia en Zeist creció hablando holandés, alemán, francés e inglés.

## Período en Norteamérica
A los 22 años de edad, por una invitación de su cuñado, Verbeck viaja a Estados Unidos para trabajar en una fundición en Green Bay, Wisconsin, que había sido establecida por misioneros moravos con la finalidad de construir máquinas para barcos de vapor. Verbeck permaneció cerca de un año en Wisconsin, allí modificó su apellido de "Verbeek" a "Verbeck" con la esperanza que los norteamericanos pudieran pronunciarlo más fácilmente. Como tenía ansias de conocer más de Norteamérica, primero viaja a Brooklyn, Nueva York donde había vivido su hermana, luego decide trabajar como ingeniero civil en Arkansas, y diseñar puentes, estructuras y máquinas. Sin embargo, en Arkansas se siente muy afectado por las condiciones de vida de los esclavos en las plantaciones sureñas, y las enseñanzas de H.W. Beecher, un predicador hermano de Harriet Beecher Stowe, autora de la La cabaña del tío Tom. Luego de casi morirse de cólera, promete que se convertirá en misionero si es que logra sobrevivir. En 1855 ingresa en un seminario en Auburn, Nueva York, donde existía un importante asentamiento de inmigrantes holandeses.

## Vida en Japón
Verbeck se gradúa en 1859, y se muda a Nagasaki, Japón como misionero de la Iglesia Reformada Holandesa. Su primer destino fue un templo en Sofukuji, donde Ranald MacDonald había estado previamente. 

En 1862 Wakasa Murata, retainer de Nabeshima Kanso, daimyō del gobierno Saga envió tres jóvenes a estudiar el cristianismo con Verbeck, comenzando de esta forma una importante relación entre Verbeck y el gobierno Saga. 

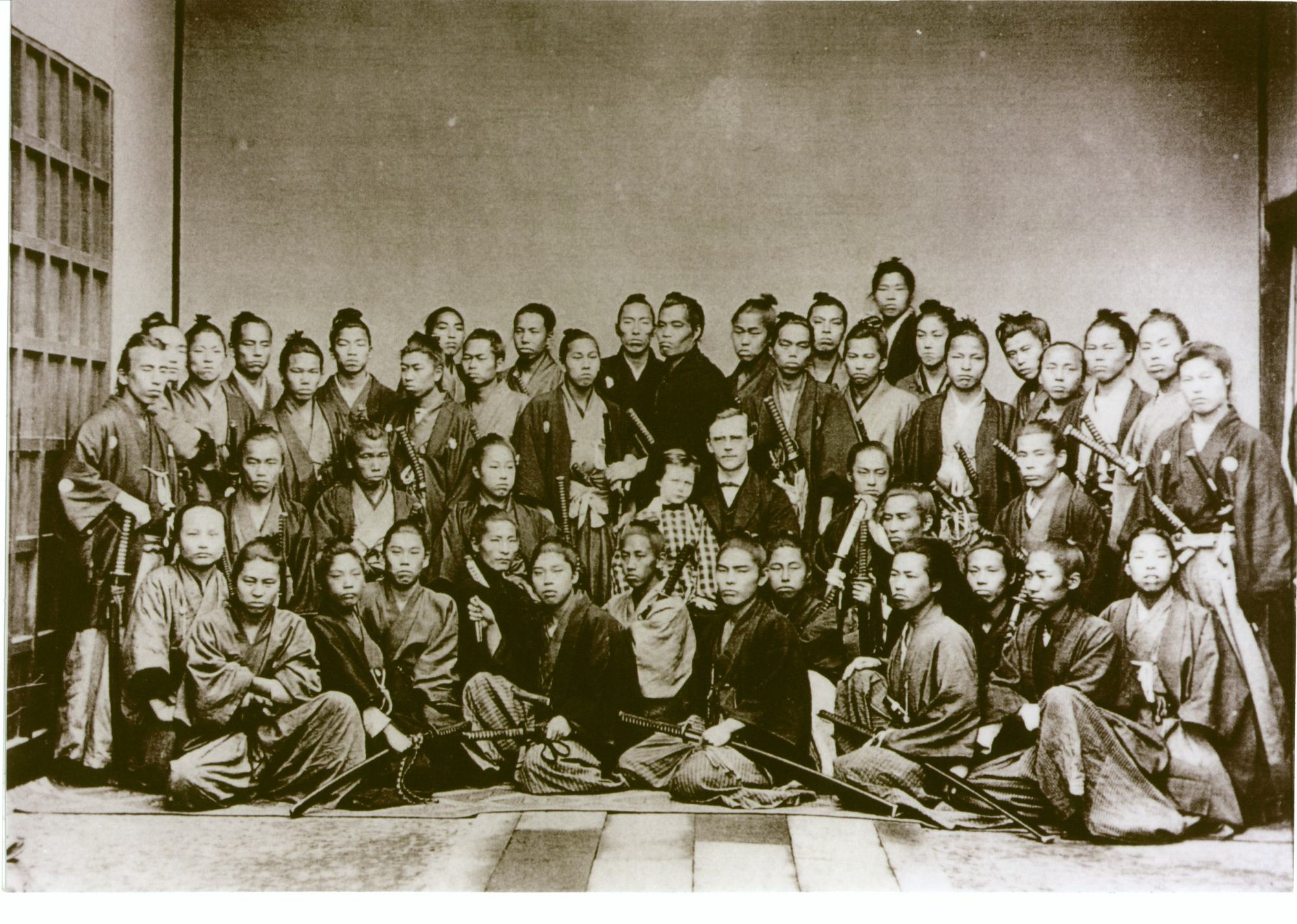
1868.

A partir de agosto de 1863, Verbeck también enseña idiomas, política, y ciencias en la Yougakusho (Escuela de estudios occidentales) en Nagasaki. En 1864, la escuela es renombrada Seibikan y tenía más de cien estudiantes. Entre los alumnos de Verbeck se cuentan Okuma Shigenobu, Itō Hirobumi, Okubo Toshimichi y Soejima Taneomi. Entre los temas que enseñó se incluían la Declaración de Independencia de los Estados Unidos y la Constitución además de inglés. 
Verbeck coperó con Takahashi Shinkichi en la publicación del Diccionario Satsuma, el primer diccionario Inglés-Japonés impreso en Japón.

En 1869, por recomendación de Okubo, Verbeck fue nombrado maestro de la Escuela Kaisei (que luego sería la Tokyo Imperial University). Por un tiempo, Takahashi Korekiyo futuro primer ministro de Japón durante su época de estudiante se alojó en la casa de Verbeck.

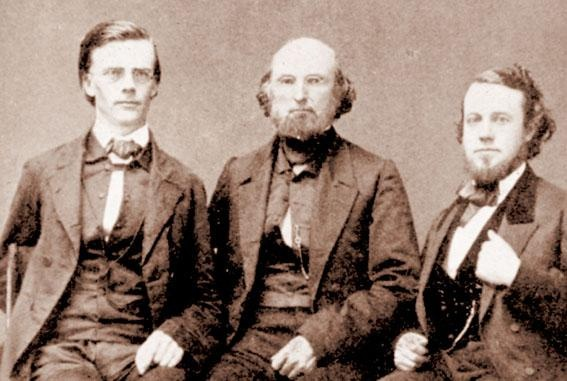
Guido Verbeck, Samuel Robbins Brown, Danne B. Simmons.

Verbeck también fue asesor del gobierno Meiji durante el gobierno de Sanjo Sanetomi. Verbeck recomendó que el gobierno japonés adoptara el uso del idioma alemán para los estudios de medicina, y era consultado con frecuencia sobre la creación del sistema de prefecturas para administración local. Tuvo influencia en fomentar el envío de la Misión Iwakura, que sería la primera misión diplomática japonesa a Norteamérica y Europa. 
En 1871 Verbeck brindó asistencia para llevar a William Elliot Griffis de la Universidad de Rutgers a Japón para enseñar en la academia Meishinkan de Fukui por invitación del daimyō Matsudaira Norinaga.